# Kou-Kamma
Kou-Kamma (officieel Kou-Kamma Plaaslike Munisipaliteit) is een gemeente in het Zuid-Afrikaanse district Sarah Baartman.
Kou-Kamma ligt in de provincie Oost-Kaap en telt 40.663 inwoners.

## Hoofdplaatsen
Het nationaal instituut voor de statistiek, Stats SA, deelt sinds de census 2011 deze gemeente in in 15 zogenaamde hoofdplaatsen (main place):
Boskop • Clarkson • Coldstream • Joubertina • Kareedouw • Kou-Kamma NU • Krakeel River • Louterwater • Misgund • Nompumelelo • Sanddrif • Stormsrivier • Thornham • Nationaal park Tsitsikamma • Woodlands.

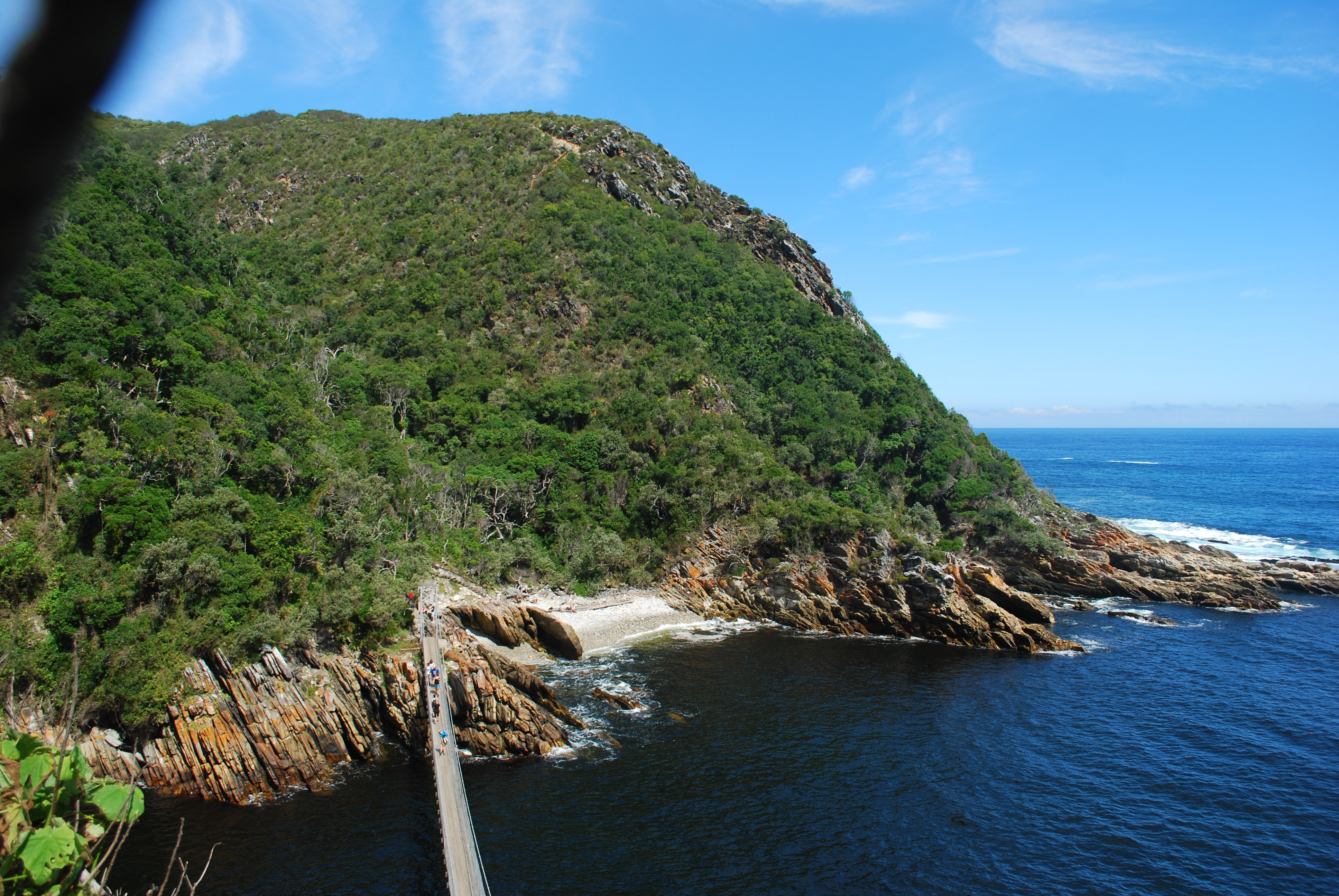
Hangbrug over de monding van de Stormsrivier